# Ариергард
Ариергардът (на френски: Arrière-garde, в превод тилова охрана) е част от военна сила, която я отбранява от нападение отзад по време на напредване или отстъпление. Терминът може също да се използва за описание на сили, отбраняващи комуникационните линии зад армията. Задачата на ариергарда при отстъпление е да задържи настъпващия противник, да спечели време, необходимо за откъсване на главните сили, които да се организират така, че да заемат набелязаната нова позиция. Ариергардът непрекъснато провежда разузнаване на състава, групирането и посоката на движение на противника. Във военноморските сили ролята на ариергард изпълнява последната ескадра или група кораби, следващи след основните сили на известно разстояние. Поради настъпилите съществени изменения на условията и характера на бойните действия по море, от Втората световна война ариергард във флота не се практикува.